# Daniel Ozmo
Daniel Ozmo (Olovo, 14. ožujka 1912. – logor Jasenovac, 5. rujna 1942.) bosanskohercegovački je slikar židovskog podrijetla.

## Životopis
Daniel Ozmo je rođen u siromašnoj židovskoj obitelji u Olovu, djetinjstvo i mladost proveo je u Sarajevu. Godine 1934. završio je Umjetničku školu u Beogradu u klasi profesora Ljube Ivanovića. U Sarajevu je kratko radio kao profesor u Prvoj gimnaziji. Jedan je od osnivača slikarske skupine "Mladost". Od kada je diplomirao 1934. do hapšenja 1941. i stradanja u logoru Jasenovac 1942. godine, Daniel Ozmo se bavio skulpturom, crtežom, slikarstvom i grafikom, koja je postala glavna preokupacija u drugoj polovini njegovog kratkog stvaralačkog vijeka, potiskujući i vajarstvo njegovu prvobitnu vokaciju.
Radio je uljem i akvarelom, a napravio je mapu linoreza iz bosanskih šuma i crtao logoraše u Jasenovcu. Njegov opus je većim dijelom nestao ili je uništen. Sačuvano je svega par ulja i nekoliko akvarela, po kojima se da zaključiti da je slikao u tragu poetskog realizma. Radio je i skulpturu. 
Bio je jedan od protagonista angažovane umjetnosti prije Drugog svjetskog rata u Sarajevu. Godine 1941. bio je uhićen i zatvoren u logor Jasenovac, gdje je pogubljen pod izgovorom da je "širio uznemiravajuće vijesti". Ozmo spada u najznačajnije bosanskohercegovačke likovne umjetnike. Pored njega se tu nalaze i Vojo Dimitrijević, Ismet Mujezinović, Roman Petrović i Mica Todorović.

## Umjetničko stvaralaštvo
Radio je teme iz radničkog života, crtao je i u linorezu gdje je prenosio razne faze nekog radnog procesa, same radnike i radilišta, fabrike i pilane. Motivi i teme su uzeti neposredno iz života. Daniel Ozmo je boravio u Jajcu, Olovu i okolnim šumama, gdje je pratio radnike i živio s njima. Crtao je njihove kolibe gdje spavaju na drvenim klupama ("U kolibi"), prisustvovao je sječi, obaranju i transportu trupaca, pratio i bilježio rad u pilani.
Zanimanje za život šumskih radnika bilo je u početku jednako kao i za radnike kraj užarenih peći ("U livnici") ali se ta tema postepeno izdvajala i nametala svojom širinom i cjelovitošću, pa je Ozmo konačno uobličava kao poseban ciklus i izdaje kao mapu grafika pod nazivom "Iz bosanskih šuma", 1939. godine. Tematika mape je autentična i prvi put se pojavljuje ovako razvijena. Za Ozmu ona predstavlja krunsko djelo u njegovom opusu i kratkom životu. Njenim objavljivanjem Ozmo je kao umjetnik i kao napredni intelektualac uobličio svoju misao i svoj izraz. Njegov "Autoportret" nastao do 1937. godine, predstavlja možda i najbolje grafičko ostvarenje ovog perioda u Bosni i Hercegovini. Na njemu je on pokazao kako je znao da izrazi i oblikuje ljudski lik, njegove individualne vrijednosti, kako je na jedinstven način, u tako jednostavnoj formi, ostvario spoj plastičkih, vajarskih i grafičkih elemenata. Svoj autoportret pretvorio je u uzor grafičko-umjetničkih nastojanja toga vremena, a svoj lik u simbol i slutnju bliskih dana i godina stradanja. 

## Djela
- Autoportret, linorez
- Noćni život
- Mapa grafika iz Bosanskih šuma, 1939.
- Povratak
- Zatočenik ustaškog logora Jasenovca, crtež olovkom
- Pogled iz Jasenovca, akvarel

## Vanjske poveznice
- La Benevolencija  Arhivirana inačica izvorne stranice od 18. rujna 2020. (Wayback Machine) Galerija Novi hram, Izložba - Daniel Ozmo